# Jonathan Edwards (teólogo)
Jonathan Edwards (5 de octubre de 1703-22 de marzo de 1758) fue un teólogo, pastor congregacional y misionero para los nativoamericanos durante la época colonial. Es conocido como uno de los más grandes y profundos teólogos protestantes en la historia de los Estados Unidos. Su obra tiene un alcance muy amplio, pero suele ser a menudo asociada con su defensa de la teología calvinista y el patrimonio puritano.

## Comienzos
Jonathan Edwards, nacido el 5 de octubre de 1703, era hijo de (Timothy Edwards) (1668–1759), un pastor de East Windsor, Connecticut, que recibía un salario enseñando de forma particular a los aspirantes universitarios. Su madre, Esther Stoddard, hija del reverendo Solomon Stoddard, de Northampton, Massachusetts, parece haber sido una mujer de inteligencia inusual y de independencia de carácter.
Jonathan, su único hijo varón, era el quinto de once hermanos. Recibió preparación universitaria por parte de su padre y de sus hermanas mayores, cada una de las cuales recibió una excelente educación. Cuando cumplió los diez años, escribió una pieza semi-humorística sobre la inmaterialidad del alma. Estaba interesado en historia natural y, con once años, compuso un ensayo extraordinario sobre los hábitos de la "araña voladora". 
Edwards ingresó en la Universidad de Yale en 1716, con menos de trece años de edad. El año siguiente se familiarizó con el Ensayo concerniente al entendimiento humano, de John Locke, lo que le influenció profundamente. Durante su carrera universitaria conservó apuntes, titulados "The Mind," "Natural Science" (conteniendo una discusión de la teoría atómica), "The Scriptures" y "Miscellanies", que albergaban un gran plan para un trabajo sobre filosofía natural y mental, y le brindaron reglas de composición. Incluso antes de su graduación en septiembre de 1720, como mejor alumno y representante de su clase, parece haber tenido ya una filosofía bien formulada. Se dedicó, durante los dos años posteriores a su graduación, a estudiar teología, en New Haven.
De 1722 a 1723, fue, por ocho meses, clérigo sustituto – sin llegar a ser aún considerado pastor – en una pequeña iglesia presbiteriana en la ciudad de Nueva York. La iglesia le incentivó para que permaneciese allí, pero él declinó la petición. Tras dedicar dos meses de estudio en su casa, entre 1724 y 1726, fue uno de los dos tutores en Yale, ganándose la denominación de "tutor pilar", por su firme lealtad a la universidad y su enseñanza ortodoxa, en un momento en que la rectora de Yale, Cutler, y uno de sus tutores, se habían marchado a la Iglesia Episcopal. 
Los años que transcurrieron de 1720 a 1726 están parcialmente registrados en su diario y en las resoluciones para su propia conducta, que redactó en ese tiempo. Había sido por mucho tiempo un buscador entusiasta de la salvación y no estaba del todo satisfecho en lo que se refería a su propia "conversión", hasta que una experiencia hacia su último año en la universidad, cuando perdió su sentimiento de que la elección de algunos a la salvación y la de otros a la eterna condenación era una "doctrina horrible", le llevó a estimarla "demasiado placentera, brillante y dulce". Edwards, en ese momento, encontró un nuevo deleite en las bellezas de la naturaleza, y disfrutaba la interpretación alegórica del libro de la Biblia; Cantar de los Cantares. Promediar estos deleites místicos es el tono severo de sus Resoluciones, en el que destaca la rectitud de su entusiasmo por vivir honrada y solemnemente, a no perder el tiempo, y a mantener una estricta moderación al comer y beber. 
El 15 de febrero de 1727 fue nombrado pastor en Northampton, y asistente de su abuelo, Solomon Stoddard. Era un estudiante, no un pastor de paso, siendo su deber el de estudiar trece horas diarias. En el mismo año, contrajo matrimonio con Sarah Pierpont, de diecisiete años e hija de James Pierpont (1659–1714), uno de los fundadores de Yale y, por parte de madre, bisnieta de Thomas Hooker. Edwards, ya desde sus trece años, sabía de la piedad y del amor casi virginal de Sarah para con Dios, y de la creencia de "Su" amor personal por ella, y había escrito sobre eso con un entusiasmo espiritual. Ella era de disposición jovial y alegre, una ama de llaves práctica, una esposa modelo y la madre de sus doce hijos. Solomon Stoddard falleció el 11 de febrero de 1729, dejándole a su nieto la difícil tarea del cargo pastoral exclusivo de una de las congregaciones más grandes y ricas de la colonia, orgullosa de su moralidad, de su cultura y de su reputación.

## El Gran Avivamiento
En 1731, Edwards predicó en Boston el "Sermón público", más tarde publicado con el título de God Glorified — in Man's Dependence (Dios glorificado – en la dependencia del hombre). Este fue el primer ataque público al Arminianismo. El pensamiento predominante era la soberanía absoluta de Dios en la obra de redención: que mientras le corresponde a Dios el crear al hombre bendito, era de Su "buen placer" y "mera y arbitraria gracia" que cualquier hombre fuera ahora bendecido, y que Dios puede negar esta gracia sin desprecio alguno hacia ninguna de Sus perfecciones. 
En 1733, un renacimiento religioso (en inglés, religious revival) tuvo lugar en Northampton, alcanzando tal intensidad, en el invierno de 1734 y en la siguiente primavera, como para amenazar el negocio de la ciudad. En seis meses, cerca de trescientas personas fueron admitidas en la iglesia. El renacimiento le dio a Edwards la oportunidad de estudiar el proceso de conversión en todas sus fases y variedades, y registró sus observaciones con precisión psicológica y discriminación en A Faithful Narrative of the Surprising Work of God in the Conversion of Many Hundred Souls in Northampton (Una narrativa fidedigna del sorprendente trabajo de Dios en la conversión de cientos de almas en Northampton), de 1737. Un año más tarde, publicó Discourses on Various Important Subjects (Discursos en varias materias importantes), los cinco sermones que habían probado ser más efectivos en el renacimiento, y de estos, ninguno, comenta Edwards, fue tan inmediatamente efectivo como aquel de Justice of God in the Damnation of Sinners (Justicia de Dios en la maldición de los pecadores), extraído del texto "That every mouth may be stopped" (Que toda boca puede ser cerrada). Otro sermón, publicado en 1734, sobre la Reality of Spiritual Light (Realidad de la luz espiritual) expuso lo que él sostenía como el principio interior y movilizador del renacimiento, la doctrina de una gracia especial en iluminación divina inmediata y sobrenatural del alma. 
En la primavera de 1735, el movimiento comenzó a decaer, dando lugar a una reacción. Sin embargo, el receso fue breve, y el renacimiento de Northampton, que se había extendido a lo largo del valle de Connecticut y cuya fama había alcanzado a Inglaterra y Escocia, fue sucedido entre 1739 y 1740 por el Great Awakening (Gran Avivamiento), distintivamente bajo el liderazgo de Edwards. Fue en este momento cuando Edwards tuvo contacto con George Whitefield y predicó uno de sus sermones más famosos, "Sinners in the Hands of an Angry God" (Pecadores en las manos de un Dios enfadado) en Enfield, Connecticut hacia 1741. Este sermón es conocido como uno de los grandes ejemplos del estilo oratorio de "fire and brimstone", esto es, de fuego y sulfuro.
El movimiento no contó con la aprobación de los líderes ortodoxos de la iglesia. En 1741, Edwards publicó en su defensa The Distinguishing Marks of a Work of the Spirit of God (Las marcas distintivas de un trabajo del espíritu de Dios), tratando particularmente con el fenómeno más criticado, los desvanecimientos, protestas y convulsiones. Estos "efectos corporales", insistía, no eran marcas distintivas del trabajo del espíritu divino de alguna u otra forma; pero tan amargo fue el sentimiento contra el renacimiento en las iglesias puritanas más estrictas que, en 1742, se vio forzado a escribir una segunda apología, Thoughts on the Revival in New England (Pensamientos sobre el renacimiento en Nueva Inglaterra), siendo su principal argumento el gran avance moral del país. En el mismo panfleto, defiende un llamamiento a las emociones, y aboga por predicar terror cuando sea necesario, incluso a los niños, quienes ante los ojos de Dios son "jóvenes víboras...si no lo son ante los de Cristo". Él consideraba a los "efectos corporales" como incidentales para el trabajo de Dios, pero su propia devoción mística y las experiencias de su esposa durante el "Despertar" (lo cual él ofrece en detalle) le hacen pensar que la dispensión divina generalmente controla al cuerpo, un punto de vista para el que cita a la Escritura. En respuesta a Edwards, Charles Chauncy escribió de forma anónima The Late Religious Commotions in New England Considered (Las últimas conmociones religiosas consideradas en Nueva Inglaterra), en 1743, estableciendo a la conducta como la única prueba de conversión; y la convención general de pastores congregacionales en la provincia de la bahía de Massachusetts se levantó "en contra de los desórdenes en práctica que habían obtenido últimamente en varias partes de la tierra".
Pese al panfleto apropiado de Edwards, la impresión se había extendido de tal forma que los "efectos corporales" fueron reconocidos por los promotores del Great Awakening como la verdadera prueba de conversión. Para compensar este sentimiento, Edwards predicó en Northampton, durante los años 1742 y 1743, una serie de sermones publicados con el título de Religious Affections (Afecciones religiosas), de 1746, una reafirmación en un tono más filosófico y general de sus ideas sobre las "marcas distintivas". En 1747, se unió a un movimiento iniciado en Escocia llamado el "concierto en oración", y en el mismo año publicó An Humble Attempt to Promote Explicit Agreement and Visible Union of God's People in Extraordinary Prayer for the Revival of Religion and the Advancement of Christ's Kingdom on Earth (Un humilde intento por promover el acuerdo explícito y la unión visible de la gente de Dios en una oración extraordinaria para el renacimiento de la religión y el avance del reino de Cristo sobre la Tierra). En 1749, publicó las memorias de David Brainerd. Este último había vivido con su familia por muchos meses, había sido atendido constantemente por la hija de Edwards, Jerusha, con quien se especuló sobre un posible compromiso de matrimonio; y fallecido en Northampton el 7 de octubre de 1747. Brainerd fue un punto de referencia para las teorías de conversión sostenidas por Edwards, quien había elaborado notas de las conversaciones y confesiones de aquel.

## Edwards y la ciencia
Edwards se hallaba fascinado por los descubrimientos de Isaac Newton y otros científicos de la época. Previo a centrarse de lleno en el sacerdocio en Northampton, escribió sobre varios asuntos vinculados a la filosofía natural, incluyendo arañas "voladoras", luz, y óptica. Mientras expresaba su preocupación por el materialismo y fe en la razón, apartado de muchos de sus contemporáneos, vio a las leyes de la naturaleza como una derivación de Dios y demostrantes de su sabiduría y cuidado. Así, los descubrimientos científicos no empañaron su fe, y para él, no existía un conflicto inherente entre lo espiritual y lo material.

## Últimos años
En 1748, hubo una crisis en las relaciones con su congregación. El Half-Way Covenant, adoptado por los sínodos de 1657 y 1662, había hecho sólo del bautismo la condición para los privilegios civiles de la membresía de la iglesia, pero no para la participación en el sacramento de la Cena del Señor. El abuelo y predecesor de Edwards, Solomon Stoddard, había sido incluso más liberal, sosteniendo que el banquete era un ordenamiento de conversión y que el bautismo era un título suficiente para todos los privilegios de la iglesia. Tan pronto como 1744, Edwards, en sus sermones sobre afectaciones religiosas, había ultimado claramente su discrepancia en esta práctica. En el mismo año, había publicado en un encuentro eclesiástico el nombre de ciertos jóvenes, miembros de la iglesia, de los que se sospechaba que leían libros impropios, y además el nombre de aquellos que serían llamados como testigos al caso. Se ha especulado a menudo que los testigos y los acusados no eran distinguidos en la lista, y por lo tanto, la congregación en su totalidad estaba en un tumulto. No obstante, la búsqueda de Patricia Tracy ha levantado dudas sobre esta versión de los hechos, haciendo ver que en la lista, los nombres que él leía, estaban definitivamente distinguidos. En cualquier caso, el incidente contribuyó a deteriorar la relación entre Edwards y la congregación. En tiempos de un fomento cultural significante, él fue asociado con la vieja guardia.
La predicación de Edwards perdió popularidad. Por cuatro años, ningún candidato se presentó para admisión en la iglesia, y cuando uno lo hizo, en 1748, se encontró con las pruebas formales, severas y nobles de Edwards, como consta en "Rasgos distintivos de un verdadero cristiano" y poco después en Qualifications for Full Communion (Calificaciones para la entera comunión), de 1749. El candidato se negó a presentarse a ellas, la iglesia le apoyó y terminó por ponerle fin a su relación con Edwards. Incluso el permiso para discutir sus ideas en el púlpito le fueron denegadas. El consejo eclesiástico votó a favor de la disolución de la relación pastoril y los miembros de la iglesia, por una mayoría de 200 contra 23, ratificaron la decisión del consejo. Finalmente, en una reunión en la ciudad, se decidió que Edwards no debería ser admitido para ocupar una plaza en el púlpito de Northampton, si bien lo hizo en esta ocasión, y por última vez, en mayo de 1755. A pesar de ello, no demostró rencor o despecho alguno; su "Farewell Sermon" fue digno y moderado, así como tampoco manifestó su disgusto en una epístola dirigida a Escocia tras su despido. Más adelante, Edwards expresó su preferencia por gobierno eclesiástico presbiteriano o congregacional. Su posición en ese entonces no era para nada impopular en Nueva Inglaterra; su doctrina de que la cena del Señor no es una causa de regeneración, y que los que tomaran la comunión debían ser cristianos profesantes fue desde aquel momento (y aún más grande tras los esfuerzos del púlpito Joseph Bellamy) un estándar en el congregacionalismo de Nueva Inglaterra. 
Edwards, en conjunto con su gran familia, pudo levantarse rápidamente, pese a que pronto recibió ofertas de ayuda. Pudo haber sido párroco en Escocia, pero fue llamado a una iglesia en Virginia. No obstante, rechazó ambas oportunidades, para convertirse, en 1750, en un pastor de la iglesia de Stockbridge y un misionero para los indios housatónicos. Con éstos, predicó a través de un intérprete, y defendió audaz y exitosamente sus derechos atacando a los blancos que usaban sus posiciones oficiales entre ellos para incrementar sus fortunas personales. En Stockbridge, Massachusetts, compuso Humble Relation, también llamada Reply to Williams (1752), en respuesta a Solomon Williams (1700–1776), un familiar suyo y gran opositor de Edwards respecto a los requisitos para la entera comunión. En ese lugar, también escribió los tratados mediante los cuales obtuvo su reputación como teólogo filosófico, los ensayos sobre el pecado original, la Dissertation Concerning the Nature of True Virtue (Disertación concerniente a la naturaleza de la verdadera virtud), la Dissertation Concerning the End for which God created the World(Disertación concerniente al fin por el cual Dios creó al mundo), y el gran trabajo relacionado con la Voluntad, escrito en cuatro meses y medio, y publicado en 1754 con el título de An Inquiry into the Modern Prevailing Motions Respecting that Freedom of the Will which is supposed to be Essential to Moral Agency (Un pedido a los movimientos modernos prevalecientes respetando aquel libre albedrío que se presupone esencial para la agencia moral).
En 1757, tras la muerte del reverendo Aaron Burr, quien cinco años antes había contraído matrimonio con la hija de Edwards, Esther, y que sería además el padre del futuro vicepresidente de Estados Unidos Aaron Burr Junior, reemplazó, con cierto recelo, a éste en el cargo de presidente de la Universidad de Nueva Jersey (hoy, Universidad de Princeton), donde se estableció el 16 de febrero de 1758. 
Prácticamente después de haber asumido el puesto, fue inoculado por viruela, una enfermedad que estaba arrasando en Princeton. A raíz de esto, y en vista de que no disponía de buena salud, falleció el 22 de marzo de 1758, siendo enterrado en el cementerio de Princeton. A su muerte, Edwards dejó a tres hijos y ocho hijas.

## Legado
Los seguidores de Jonathan Edwards y sus discípulos pasaron a ser conocidos como los pastores calvinistas de la Nueva Luz, en contraposición a los pastores calvinistas tradicionales de la Vieja Luz. Entre los discípulos más destacados figuraban Samuel Hopkins, Joseph Bellamy y el propio hijo de Edwards, Jonathan Edwards Jr. Mediante una práctica de aprendices de pastor que vivían en los hogares de los viejos pastores, lograron finalmente establecer un gran número de pastorados en el área de Nueva Inglaterra. Muchos de los descendientes de Jonathan y Sarah Edwards se convirtieron en ilustres ciudadanos de Estados Unidos, incluyendo al vicepresidente Aaron Burr y los presidentes universitarios Timothy Dwight, Jonathan Edwards Jr y Merrill Edwards Gates.
Las escrituras y convicciones de Edwards continuaron ejerciendo su influencia sobre individuos como sobre determinados grupos. Previamente, los misioneros de la American Board of Commissioners for Foreign Missions fueron influenciados por los escritos de Edwards, como se hace constar en los reportes del periódico de la ABCFM "The Missionary Herald", y comenzando con el trabajo seminal de Perry Miller, Edwards disfrutó de un renacimiento junto a otros académicos tras el fin de la Segunda Guerra Mundial. El Banner of Truth Trust y otras editoriales continuaron reimprimiendo las obras de Edwards, y muchos de sus trabajos más destacados se encuentran disponibles actualmente a través de una serie publicada por la Yale University Press, que ha abarcado tres décadas y que provee introducciones críticas llevadas a cabo por el editor de cada volumen. Yale ha establecido además el proyecto en red de Jonathan Edwards, titulado Jonathan Edwards Project online.
El nombre de Edwards figura en el Calendario de Santos Luterano.

## Lectura complementaria
- Parkes, Henry Bamford, Jonathan Edwards, the Fiery Puritan. Minton, Balch & Company. Nueva York, 1930, 271 páginas.
- Murray, Iain H, Jonathan Edwards: A New Biography. Banner of Truth. Edimburgo, 1987, 503 páginas.
- Marsden, George M., Jonathan Edwards: A Life. Yale University Press. New Haven, 2003, 615 páginas.
- Edwards, Jonathan, Works of Jonathan Edwards. Dos volúmenes (Library Binding). Banner of Truth Trust. Edimburgo, nueva edición (junio de 1979), 1906 páginas. ISBN 0-85151-397-2
- Gerstner, John H., Rational Biblical Theology of Jonathan Edwards, in three volumes. Berea Publications. Powhatan, VA, 1991-1993; 682 pp, 527 pp, 751 pp